# موری هیل (نیوجرسی)
موری هیل (به انگلیسی: Murray Hill) یک منطقهٔ مسکونی در ایالات متحده آمریکا است که در شهرستان یونیون، نیوجرسی واقع شده‌است. موری هیل ۷۷ متر بالاتر از سطح دریا واقع شده‌است.